# 今田経高
今田 経高（いまだ つねたか）は、戦国時代から江戸時代初期にかけての武将。家系は藤原南家の流れを汲む吉川氏の一門。

## 生涯
大永5年（1525年）、吉川一門である吉川経世の次男として誕生。幼少期に近隣の山県光頼の娘婿となり、その養子となる。後に所領であった今田を名字とし、今田経高を名乗る。
武勇に優れ、天文9年（1541年）の毛利元就の吉田郡山城攻めでは、吉川興経の傘下として敗戦後の撤退戦で大いに活躍して、その武名を知らしめた。
天文16年（1547年）の吉川興経（経高の従兄弟）の隠居についても、父と行動を共にしたと思われる。天文19年（1550年）に経高にとって従兄弟となる毛利氏出身の吉川元春が当主になると、それに従う。元春の重臣として重用されたらしく、吉川氏の主要な外交にも関わり、元春とも多くの文書のやり取りをしており、吉川氏の重鎮として活躍している。
天正3年（1575年）より始まる三村元親の備中兵乱で、三村元範の守る楪城（ゆずりはじょう、別名「新見城」）落城後は、吉川元春の代官として楪城代となる。これ以後、上方の情報を元春に伝達したり、新見周辺の軍事行動について元春から受けた指示を家臣に命じている。また、毛利氏の軍事・外交について、山陰方面を担当する吉川元春と山陽方面を担当する小早川隆景との間の連絡や情報伝達の中継を務めている。
天正6年（1578年）、次男・春倍が経高から家督を継承することを元春に承認される。
天正13年（1585年）の四国攻めの最中に、吉川元長より長宗我部元親が阿波国・讃岐国を放棄して降伏し、蜂須賀正勝・黒田孝高が伊予国宇摩郡に到着した旨、元長自身がこの頃体調を崩した旨を記した書状を受け取っている。
天正14年（1586年）に吉川元春が死去すると元長に仕え、天正15年（1587年）に元長が死去すると広家に仕えた。
慶長5年（1600年）の関ヶ原の戦いの後は、広家と共に岩国に移り住んだ。慶長8年（1603年）、岩国城築城の際に、城地の近くに観音堂を建立し、岩国山に祀られていた観音菩薩像を安置している。
慶長9年（1604年）5月24日に死去。享年80。
その後も経高の四男・長佳が岩国城の築城やその城下町の建設において普請奉行を務める等、今田氏は岩国領主・吉川家の家老として岩国領の行政に深く関わっている。